# Goniothalamus howii
Goniothalamus howii là loài thực vật có hoa thuộc họ Na. Loài này được Merr. & Chun mô tả khoa học đầu tiên năm 1940.